# Nyárádi Szabó Zoltán
Nyárádi Szabó Zoltán (Szentgerice, 1931. január 24. – Biatorbágy, 2017. május 28.) erdélyi magyar költő.

## Életútja
1930 január 24-én az erdélyi Szentgericén született.
Középiskolai tanulmányait 1942-ben Székelykeresztúron kezdte, de a háború és a menekülés miatt csak három évi megszakítás után folytatta.  1952-ben a marosvásárhelyi Testnevelési Középiskolában érettségizett.
Katonai szolgálatát a kiképzési időt követően Bukarestben, a Hadsereg Központi Háza keretében mint sportoló (országos bajnokságokat nyert rúdugró) töltötte le. 1956–1960 között elvégezte a Testnevelési Főiskolát, utána 1964-ig sporttanár lett a bukaresti  2. sz. Sportiskolában, majd Marosvásárhelyen 1964-től 1983-ig, Magyarországra való áttelepedéséig.
Bukaresti évei alatt néhány sporttárgyú írása jelent meg az Ifjúmunkásban; az 1970-es évek végén egy egész kötetre való verssel jelentkezett a Kriterionnál barátai (köztük Vári Attila) biztatására.
Az oroszlán előtt címmel 1979-ben megjelent verskötetéről írva a kritika „rögtön elfogadta költőnek” (Farkas Árpád).
Nyárádi Szabó Zoltán „verseiben – írta róla Vásárhelyi Géza – az első soroktól megragad a társadalmi töltetű indulat, ez az, amiért gyorsabban ver a szív, s a várakozás kezdőélménye vers-kalandra érzékennyé teszi az olvasót”. Majd jellemző hasonlattal érzékelteti művészetének különlegességét:„ ... olyan egyedinek tűnik – írja –, mint egy nem létező naiv festő szürrealista tájképei”. Az évtizedforduló ama költői megújulásának sodrásához kapcsolódik, amelyet a „harmadik Forrás-nemzedék” néven tart számon az irodalomtörténet, noha kötete – életkora és késői jelentkezése okán – nem a Forrás-sorozatban jelent meg. Csiki László szerint egyfajta „öngerjesztő csermelysodrás” jellemzi második kötetének verseit is (Égig érő vermek. 1982). „Az emlegetett öngerjesztő folyamatban nyilvánvaló az erőfeszítés is, mellyel megközelíteni, körülírni, megragadni, elmondani akarja verse megnevezhetetlen tárgyát [...] ez a legszebb kötetében. A teremtés verítéke.”
Az ígéretesen induló költői pálya itt félbeszakad, s csak néhány, újabban magyarországi folyóiratokban elszórtan megjelent verse jelzi, hogy talán nem maradt abba végképp.

## Művei
- Az oroszlán előtt. Versek; Kriterion, Bukarest, 1979
- Égig érő vermek. Versek; Kriterion, Bukarest, 1982
- Verseiből, az erdélyi magyar kultúra digitalizálási programja keretében